# پیشنس کوپر
پیشنس کوپر (انگلیسی: Patience Cooper؛ ۱۹۰۵ – ۱۹۹۳) یک هنرپیشه اهل هند بود. وی بین سال‌های ۱۹۲۰ تا ۱۹۴۶ میلادی فعالیت می‌کرد.